# Мхітар Севастійський
Мхітар Севастійський (вірм. Մխիթար Սեբաստացի, італ. Mechitar di Sebaste, в миру Манук Петросян; 7 лютого 1676, Сівас, Османська імперія — 16 квітня 1749, монастир св. Лазаря, Італія) — вірменський мовознавець, богослов, засновник ордену мехітаристів.

## Життєпис

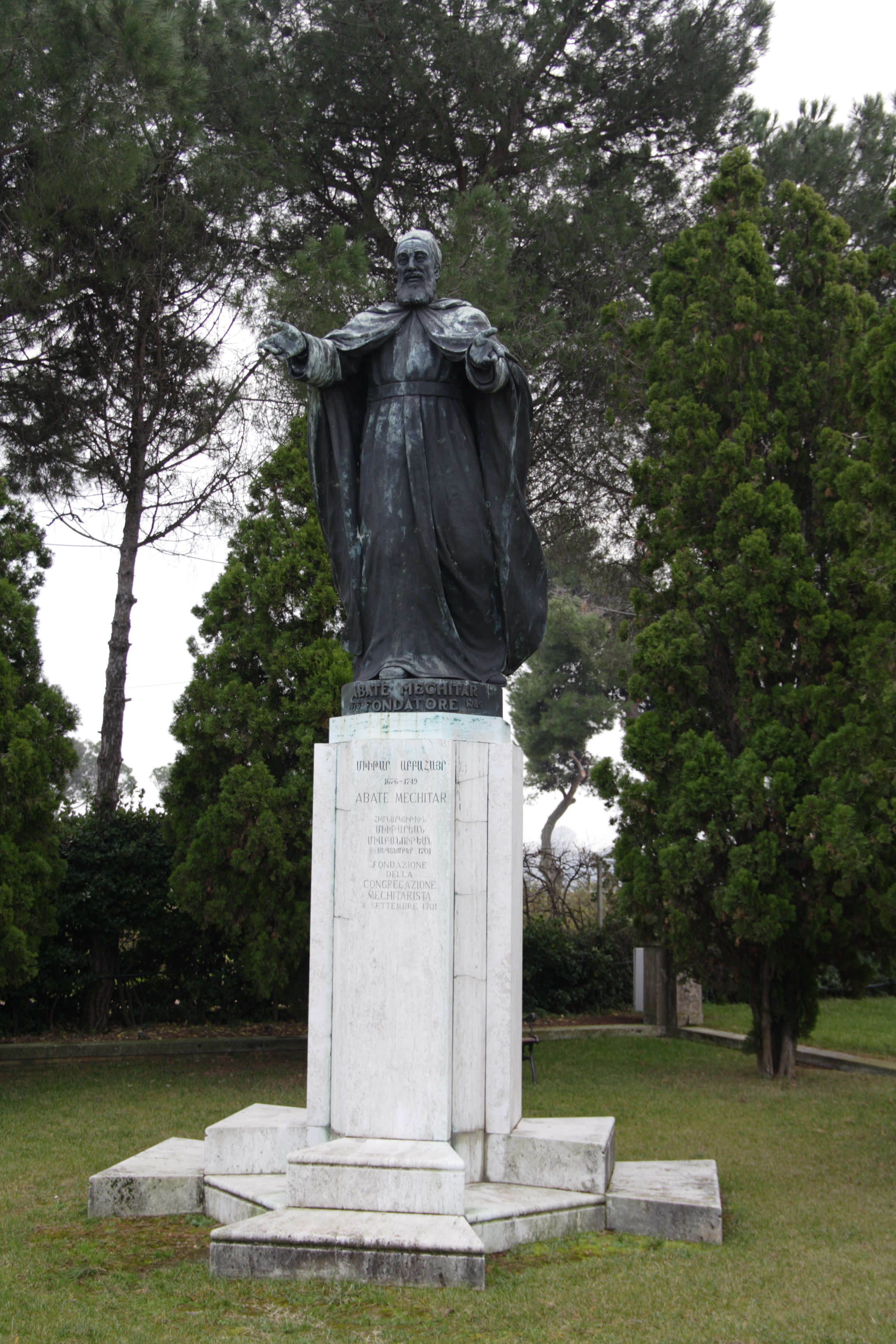
Статуя Мхітара Севастійського на острові святого Лазаря

Народився 7 лютого 1676 року в Севастії (Сівас, Західна Вірменія, територія сучасної Туреччини). Вступив до монастиря Сурб Ншан (Святе Знамення), де прийняв ім'я Мхітар (Утішитель). У 15 років став саркавагом (дияконом). Прагнучи до знань, вирушив до Ечміадзина, який вважав центром цивілізації. По дорозі зустрів місіонера-європейця і вірменського мандрівника, чиї розповіді про західний світ його глибоко вразили; відтоді він прагнув долучити свій народ до здобутків Заходу. Півтора року бродив з місця на місце, заробляючи на прожиток викладанням, потім повернувся в Сівас, де присвятив себе читанню вірменських, сирійських та грецьких богословів. Після невдалої спроби потрапити до Європи через Александрію був висвячений в Сівасі в сан священника (1696), отримав церковний науковий ступінь вардапета (1699).
Як проповідник вирушив до Константинополя, де навколо нього зібрався гурток учнів, що в 1701 році оформився в чернечу громаду, яка, крім типових релігійних завдань, поставила собі за мету просвітницьку діяльність серед вірмен і їх підпорядкування Святому Престолу. В ході розпочатих гонінь на католиків з боку Османської влади і підпорядкованих їм православних і нехалкідонських ієрархів, був змушений сховатися в монастирі капуцинів, що перебував під дипломатичним захистом Франції, потім утікати в Морею (півострів Пелопоннес (Греція), що в той час перебувала під контролем Венеційської республіки). У Метоні він побудував вірменську церкву і монастир, поклавши основи майбутнього ордену. У 1712 році папа Климент XI дав цьому починанню офіційне схвалення і призначив Мхітара абатом. Однак вже через три роки між Венецією і Османською імперією розпочалася війна, яка поставила монастир під загрозу. Мхітар із шістнадцятьма супутниками перебралися до Венеції, щоб заснувати там новий монастир. Метоні був захоплений турками, монастир зруйнований, близько 70 ченців, що там залишалися, були розсіяні.
У Венеції Мхітару вдалося отримати в дар невеликий острів Святого Лазаря, розташований в південній частині Венеційської лагуни, поблизу острова Лідо. Офіційне переселення відбулося 8 вересня 1717 року. На острові Мхітар і його побратими відновили з руїн стару церкву і збудували Монастир Сан-Лазаро-дельї-Армені, який згодом став одним зі світових центрів вірменської культури. Тут Мхітар прожив 30 років, займаючись літературними працями і друкарською справою.
Мхітар Севастійський помер 16 квітня 1749 року. Триває його беатифікаційний процес.

## Найважливіші праці
- Коментар на Євангеліє від Марка (1737)
- Коментар на Книгу Екклезіаста
- Вірменська граматика
- Вірменська граматика народної мови
- Вірменський словник (1744)
- Вірменський Катехизм (літературною і народною мовами)
- Вірменська Біблія